# دی‌اوبی‌یو (روانگردان)
۲،۵-دی‌متوکسی-۴-بوتیل‌آمفتامین (به انگلیسی: 2,5-Dimethoxy-4-butylamphetamine) با فرمول شیمیایی C۱۵H۲۵NO۲ یک ترکیب شیمیایی با شناسه پاب‌کم ۱۰۰۶۰۷۲۰ است. که جرم مولی آن ۲۵۱٫۳۷ g/mol می‌باشد. 